# Rettighedshaver (geotermi)
Rettighedshaveren er den virksomhed eller gruppe af virksomheder, der har en tilladelse til efterforskning og indvinding af geotermi. Inden for geotermi vil rettighedshaver og operatør ofte være en og samme enhed, idet tilladelsen tildeles 100% til eksempelvis et fjernvarmeværk.
Forudsætningen for at få tildelt en tilladelse og dermed blive rettighedshaver er, at ansøgeren har den fornødne sagkundskab og økonomiske baggrund.
Rettighedshaverens opgaver er at overholde vilkårene i tilladelsen. Energistyrelsen har udarbejdet en modeltilladelse  til efterforskning og indvinding af geotermisk energi med henblik på fjernvarmeforsyning. Tilladelsen indeholder en gennemgang af rettighedshaverens rettigheder og pligter. Hvis rettighedshaveren består af mere end ét selskab, er det et krav fra Energistyrelsen, at selskaberne indgår en Joint Operating Agreement (samarbejdsaftale), der regulerer forholdet mellem dem.
Rettighedshaveren skal til enhver tid overholde vilkårene i tilladelsen og anden relevant lovgivning. Der er i loven og tilladelsen adgang til at anvende sanktioner, hvis loven eller vilkårene i tilladelsen overtrædes. Sanktionerne vil blive anvendt ud fra et proportionalitetsprincip.
Proceduren for ansøgning om tilladelse, herunder modeltilladelse, er tilgængelig på Energistyrelsens hjemmeside.
En rettighedshaver, der har fået tildelt en tilladelse af Klima-, Energi- og Bygningsministeren, har eneret til efterforskning og indvinding af geotermisk energi med henblik på fjernvarmeproduktion inden for det område, der er angivet i tilladelsen. 
Undergrundsloven  og tilladelsen indeholder en række bestemmelser, der beskriver det ansvar, en rettighedshaver har, bl.a.:
- Hvis rettighedshaveren består af flere virksomheder, skal der indgås en samarbejdsaftale mellem dem.
- Energistyrelsen kan kræve, at rettighedshaveren stiller sikkerhed til opfyldelse af samtlige sine forpligtelser i henhold til tilladelsen, f.eks. i form af moderselskabsgaranti.
- Hvis rettighedshaveren består af flere selskaber, hæfter de solidarisk for erstatningskrav i henhold til undergrundslovens § 35 samt for forpligtelser over for staten i henhold til tilladelsen, inkl. arbejdsprogrammet. Se modeltilladelsen § 15.
- Rettighedshaver har et ansvar uden skyld for skader, der forvoldes ved den udøvede virksomhed. Det betyder, at man hæfter for skaden, selvom den er hændelig. Rettighedshaverens ansvar er et hæftelsesansvar for alle, der udfører arbejde omfattet af loven på rettighedshaverens vegne, inkl. Underleverandører, rådgivere og andre.
- Rettighedshaver har ansvaret for, at operatøren udfører sine opgaver forsvarligt teknisk og økonomisk.

Rettighedshaverens ansvar er omfattende, og betydningen af den solidariske hæftelse er vidtgående. Hvis rettighedshaveren består af flere selskaber, og operatøren er udpeget blandt disse, vil eksempelvis en konkurs hos operatøren betyde, at de øvrige selskaber hæfter solidarisk for operatørens forpligtelser.